# Cape Catastrophe
Cape Catastrophe är en udde i Australien. Den ligger i delstaten South Australia, omkring 240 kilometer väster om delstatshuvudstaden Adelaide.
Trakten är glest befolkad. Det finns inga samhällen i närheten. 
Genomsnittlig årsnederbörd är 792 millimeter. Den regnigaste månaden är juni, med i genomsnitt 145 mm nederbörd, och den torraste är januari, med 23 mm nederbörd.